# Мамедов Раміз Міхманович
Мамедов Раміз Міхманович (рос. Мамедов Рамиз Михманович, азерб. Ramiz Mehman oğlu Məmmədov, 21 серпня 1972, Москва) — колишній російський футболіст азербайджанського походження, гравець збірної Росії, грав на позиції захисника. Завершив ігрову кар'єру в 2003 році. Наразі живе в Москві, займається бізнесом та грає в команді ветеранів «Спартака».

## Біографія

### Клуб
Вихованець московського «Спартака», у якому в 1991 році розпочав свою кар'єру у футболі. У 1997 році він став першим гравцем, якому п'ять разів вдавалося вигравати чемпіонат Росії. У липні 1998 року Раміз переїхав в «Арсенал» (Тула). На початку 1999 року перебрався до «Крил Рад». А вже влітку 1999 року був запрошений в «Динамо» (Київ). 21 серпня 1999 він дебютував за український клуб у Вищій лізі матчі проти донецького «Металурга», що завершився перемогою киян 1:0. Після вдалого виступу в київському «Динамо» в сезоні 1999/2000, його агент Бруно Конту домовився про однорічну оренду гравця в австрійський «Штурм». Клуб готувався до Ліги Чемпіонів і йому були потрібні досвідчені захисники, а у Мамедова був ще і португальський паспорт, тому вважався громадянином ЄС. У той же час у клубі грав Сергій Юран, тому адаптація пройшла дуже швидко. Раміз провів всю першу частину сезону і виходив у всіх матчах клуба в ЛЧ. Проте після поїзди у відпусту, його затримали на кордоні з підробленим португальським паспортом. Через це австрійський клуб розірвав з ним контракт. Менеджер «Штурма» Хайнц Шільхер сказав таке: «Мамедов втратив право грати, і грошей він вже від нас не отримає». Влітку 2001 року Мамедов повернувся в Росію, де він став гравцем «Локомотива» (Москва), проте грав лише в дубль. У 2002 році грав за дубль «Сокола» (Саратов). У серпні 2002 року перейшов до астраханського «Волгар-Газпрома». У 2003 році у віці 31 рік закінчив свою кар'єру у клубі «Промінь-Енергія».

### Збірна
Дебютував за збірну Росії 17 серпня 1994 року в матчі проти збірної Австрії (3:0). Всього за збірну провів 10 матчів. Останнім матчем стала гра 18 листопада 1998 року проти збірної Бразилії (1:5)

### Тренерство
У 2000 році, ще будучи футболістом, Раміз Мамедов закінчив Вищу школу тренерів, проте тренерською діяльністю досі не займався.

## Досягнення
- Чемпіон Росії (5): 1992, 1993, 1994, 1996, 1997[4]

Бронзовий призер чемпіонату Росії: 1995
- Володар Кубка Росії (2): 1994, 1998
- Чемпіон України: 2000[5]
- Володар Кубка України: 2000
- Найкращий правий захисник чемпионата Росії за версією «Спорт-Експрес» (2): 1994, 1995[6]
- Володар Кубка Співдружності: 1993 (2 игры)